# Mas de Jaumet (el Pont d'Orrit)
El Mas de Jaumet o Mas d'Olarri és una masia del poble del Pont d'Orrit, de l'antic terme de Sapeira, pertanyent actualment al municipi de Tremp. Està situat en el sector nord del Pont d'Orrit, a la dreta del barranc del Solà, a l'extrem meridional de l'Horta de Salomera, al sud del Mas de Ferràs i al sud-oest del d'Aulari.
És un edifici acompanyat d'un pati tancat i es compon de diverses naus que s'annexen entre si. El bloc principal el formen dues naus -la oriental s'utilitzava per a tasques agrícoles i ramaderes mentre que l'occidental era destinada a habitatge-; una altra nau, de formes trapezoïdals s'annexa al bloc occidental.
L'edifici es troba orientat vers el sud; consta de dues plantes i una sotateulada. S'ha construït amb pedra del país, a base de carreus irregulars rejuntats amb fang- i amb ciment, degut a la restauració. Portes i finestres es concentren al sud -on es troba la façana principal- i als laterals, mentre que la paret nord es reserva per a diverses finestres espitlleres. La porta d'accés a l'habitatge es troba acabada amb arcada adovellada. Dues portes que es troben al seu cantó dret presenten llinda de fusta sobre la qual hi ha arcades adovellades.